# Richia orbipuncta
Richia orbipuncta là một loài bướm đêm trong họ Noctuidae.